# Benisa
Benisa (en valenciano y oficialmente, Benissa) es un municipio y localidad de la Comunidad Valenciana, en España. Situado en el noreste de la provincia de Alicante, en la comarca de la Marina Alta, su término municipal, de 69,7 km², cuenta con 12 317 habitantes (INE 2024).

## Geografía
El término municipal de Benisa tiene una superficie que presenta una forma muy rectangular y cuadrada con orografía muy heterogénea. Desde la costa, formada en su mayor parte por pequeñas calas y acantilados, hasta las zonas montañosas, formadas por las sierras de Oltá, La Solana, la Malla Verda y la más destacada, la sierra de Bernia, con sus casi 1200 m de altitud. El núcleo urbano está situado alrededor de unos 200 m sobre el nivel del mar. 
En los 4 km de costa del municipio hay calas y playas de arena, grava o bolos, con fondos de roca, que son aptas para la práctica del submarinismo y la vela. De todas ellas, la más concurrida es la playa de la Fustera, que es la que cuenta con mayor número de servicios además de zona para deportes y juegos infantiles. 
Benisa posee también un puerto deportivo Les Basetes, situado prácticamente en el límite con Calpe, el cual ofrece los servicios de bar, restaurante, escuela de vela, y centro de buceo.

### Comunicaciones
Está comunicada a través de la carretera nacional N-332, que recientemente ha sido desdoblada en variante para evitar el antiguo paso por el centro de la localidad. La autopista AP-7 tiene una salida hacia Benisa. También cuenta con el ferrocarril de vía estrecha FGV (el trenet de la Marina) y diversas líneas de autobús.

## Historia
Diferentes descubrimientos sugieren el desarrollo de cierta actividad prehistórica en Benisa. El hallazgo de tres pequeñas pinturas rupestres, en la partida rural de Pinos, así como de monedas, ánforas, etc. Nos indica también el paso de los romanos por estas tierras.
El origen del topónimo Benisa es árabe: بني عسى Beni Isa o "hijos de Isa", un nombre de tribu, como el de muchas otras poblaciones del Levante español. También hoy la mayor parte de las partidas rurales del término conservan su nombre árabe: La Alfama, la Rápita, el Rafalet. Ello confirma la tesis histórica que señala la existencia de un importante núcleo de población arábiga cuando las huestes de Jaime I de Aragón llegaron en 1248 a Benisa, anexionando el lugar al Reino de Valencia. 
Formó parte, junto con Altea, Calpe y Teulada, de un señorío, uno de cuyos señores fue Roger de Lauria. A lo largo de los siglos XV y XVI sufrió numerosos ataques de los piratas berberiscos. La población continuó siendo mayoritariamente musulmana, aunque muy repartida por el campo, mientras que la población cristiana se asentaba principalmente en el casco urbano. Por lo tanto, a la expulsión de los moriscos efectuada en 1609 se siguió una repoblación con gentes procedentes de los Pirineos, Cataluña y Aragón, quienes procedieron al amurallamiento del pueblo.
Ya en el siglo XX, durante la guerra civil española Benisa fue sede de un Centro de Permisos para aliviar el estrés de combate de los brigadistas internacionales republicanos. También se habilitó un hospital en el Convento de los Franciscanos junto con el Seminario situado en el mismo recinto, así como un centro para tuberculosos en la Casa Feliú. En total se disponía de 350 camas. Los brigadistas de Denia y Benisa impulsaron, en colaboración con dichos municipios, la creación de hogares infantiles para niños evacuados de los frentes de guerra, sobre todo de Madrid y Málaga. En recuerdo de estos hechos, hay un parque y un monumento dedicados a las Brigadas Internacionales.

## Demografía
Cuenta con una población de 12 317 habitantes (INE 2024).
| Gráfica de evolución demográfica de Benisa entre 1842 y 2021 |
| |
| Población de derecho según los censos de población del INE Población de hecho según los censos de población del INEEn estos censos se denominaba Benisa: 1842, 1857, 1860, 1877, 1887, 1897, 1900, 1910, 1920, 1930, 1940, 1950, 1960, 1970 y 1981 |

| Nacionalidad | Hombres | Mujeres | Total | %     | Proporción |
| ------------ | ------- | ------- | ----- | ----- | ---------- |
| Española     | 3669    | 3816    | 7485  | 63.0% |            |
| Extranjera   | 2177    | 2209    | 4386  | 36.9% |            |

| Evolución demográfica de Benisa | Evolución demográfica de Benisa | Evolución demográfica de Benisa | Evolución demográfica de Benisa | Evolución demográfica de Benisa | Evolución demográfica de Benisa | Evolución demográfica de Benisa | Evolución demográfica de Benisa | Evolución demográfica de Benisa | Evolución demográfica de Benisa | Evolución demográfica de Benisa | Evolución demográfica de Benisa | Evolución demográfica de Benisa | Evolución demográfica de Benisa | Evolución demográfica de Benisa | Evolución demográfica de Benisa | Evolución demográfica de Benisa | Evolución demográfica de Benisa | Evolución demográfica de Benisa | Evolución demográfica de Benisa |
|                                 | 1857                            | 1887                            | 1900                            | 1910                            | 1920                            | 1930                            | 1940                            | 1950                            | 1960                            | 1970                            | 1981                            | 1991                            | 2000                            | 2006                            | 2007                            | 2008                            | 2009                            | 2012                            | 2020                            |
| ------------------------------- | ------------------------------- | ------------------------------- | ------------------------------- | ------------------------------- | ------------------------------- | ------------------------------- | ------------------------------- | ------------------------------- | ------------------------------- | ------------------------------- | ------------------------------- | ------------------------------- | ------------------------------- | ------------------------------- | ------------------------------- | ------------------------------- | ------------------------------- | ------------------------------- | ------------------------------- |
| Población                       | 4231                            | 5288                            | 5706                            | 5672                            | 5931                            | 6026                            | 6036                            | 5704                            | 5023                            | 5665                            | 7023                            | 8583                            | 10 078                          | 12 424                          | 13 140                          | 14 840                          | 15 254                          | 13 808                          | 11288                           |

## Política
| Periodo   | Nombre                                                                  | Partido              |
| --------- | ----------------------------------------------------------------------- | -------------------- |
| 1979-1983 | José Tent Berenguer                                                     |                      |
| 1983-1987 | José Tent Berenguer Jaume Castells Ferrer                               | PSOE                 |
| 1987-1991 | Isidoro Mollá Carrió                                                    | CDS                  |
| 1991-1995 | Isidoro Mollá Carrió                                                    | CDS                  |
| 1995-1999 | Isidoro Mollá Carrió                                                    | Independiente        |
| 1999-2003 | Juan Bautista Roselló Tent                                              | PP                   |
| 2003-2007 | Juan Bautista Roselló Tent                                              | PP                   |
| 2007-2011 | Juan Bautista Roselló Tent                                              | PP                   |
| 2011-2015 | Juan Bautista Roselló Tent                                              | PP                   |
| 2015-2019 | Juan Bautista Roselló Tent (2015-2019) Abel Cardona Castell (2017-2019) | PP REINICIEM BENISSA |
| 2019-2023 | Arturo Poquet                                                           | PP                   |

## Edificios y monumentos
- Ayuntamiento: Se halla ubicado en la plaza del Portal. Se ha instalado sobre el antiguo hospital municipal, erigido en 1790. Durante largos períodos de tiempo fue albergue de enfermos contagiosos y necesitados.
- Basílica Menor Purísima Concepción: De estilo neogótico. Se conoce también como la Catedral de la Marina debido a la magnitud de sus dimensiones. Acabó su construcción en el año 1929.
- Plaza de la Iglesia Vieja: Allí se encontraba la iglesia-fortaleza de San Pedro construida en el siglo XIV. Se reformó en el siglo XVI y así es como se mantuvo hasta que fue destruida a principios de los años 1950. Actualmente es una plaza recoleta cuyo uso está destinado a actividades como la realización de actos culturales.
- Sede universitaria de la Universidad de Alicante: Conjunto de casas solariegas y palacetes del siglo XVIII que actualmente conforman un centro educativo dependiente de la Universidad de Alicante.

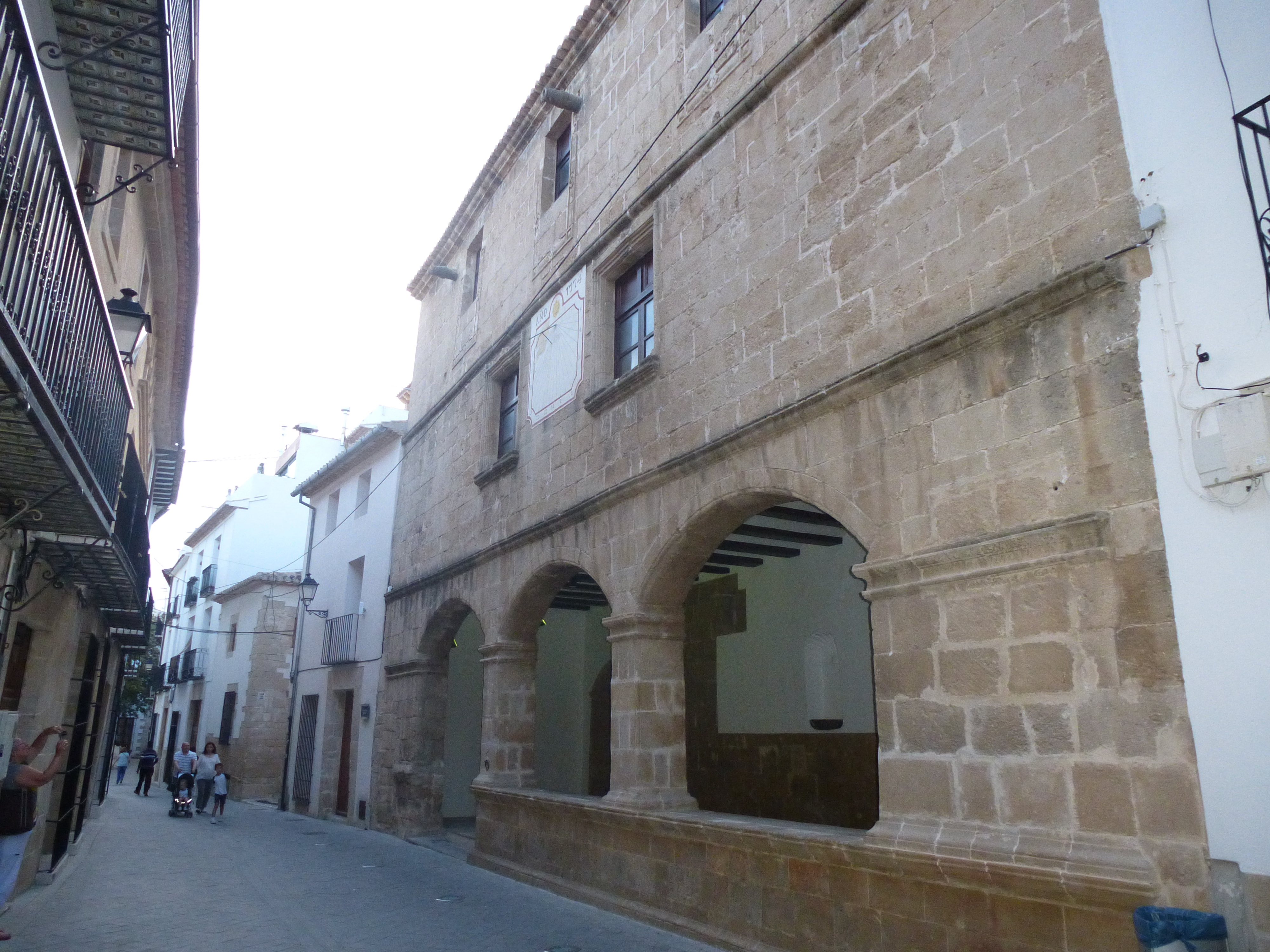
Sala del Consejo

- La Lonja: Es el monumento más antiguo del municipio. Data del siglo XVI. Actualmente alberga exposiciones itinerantes de alto valor artístico y cultural. Cuenta con un marcado carácter medieval compuesto de tres cuerpos con una arcada de sillería de tres ojos en su planta inferior y que data del siglo XVI. Antiguamente en el piso superior se encontraba el Consejo Municipal y la parte inferior estaba dedicada a transacciones comerciales.
- Riberero: El riberero es una figura muy simbólica y corresponde a los campesinos beniseros que emigraban dos veces al año a la ribera valenciana para la plantación y recolección del arroz. Aparece en posición orante debido a la costumbre que tenían de orar ante la piedra de la salve antes de emprender el viaje.
- Casa cultura: Palacio de los Torres-Orduña que actualmente alberga la biblioteca, salas de exposiciones, aulas y salón de actos para la celebración de diversos actos y eventos
- Casa de Juan Vives: Cuenta una anécdota que los dueños hospedaron a dos peregrinos que, al dejar la casa y como muestra de agradecimiento, regalaron a los dueños la imagen milagrosa de la Purísima Concepción, actualmente patrona del municipio.
- Casa de la Juventud: Fue un edificio de carácter comercial. En los bajos se celebraba el mercado semanal. La casa consistorial estuvo en el Casal hasta que se trasladó al actual edificio. Actualmente este edificio alberga la oficina de información juvenil y una sala de exposiciones y aulas.
- Convento de los Padres Franciscanos: Data de 1645. Podemos apreciar en su fachada un marcado carácter defensivo. Destaca el claustro y la iglesia de una sola nave.
- Seminario Franciscano: Tuvo una relevada importancia pues formó a muchos jóvenes procedentes de todo el país. En este seminario se impartía el primer ciclo de la enseñanza religiosa para llegar a ser franciscano. Actualmente alberga las dependencias del Creama y Afic.

## Gastronomía típica
Un dicho tradicional de Benisa es "pulpo y misa" (polp i missa) y se refiere a una de las tradiciones gastronómicas de la localidad: el cocido de pulpo, donde se sustituye la carne por pulpo de roca. Benisa, al igual que su entorno combinado por mar y montaña, mezcla las especialidades típicamente marineras con las rurales, de ahí su extenso y variado repertorio gastronómico: cazuela de melva, "cocas al horno" o "sangre con cebolla" (sang amb ceba).
Una de las riquezas gastronómicas por las que es conocida Benisa es por sus embutidos,unos de los mejores de la Marina Alta. Vinculados a la uva y a la cultura del riu rau, en Benisa se puede degustar dos tipos distintos de caldos, el moscatel y la mistela.

## Fiestas
Las fiestas principales que el pueblo sigue con gran devoción, son las fiestas patronales en honor a la Purísima Xiqueta, las cuales se celebran el cuarto domingo de abril y duran diez días. En ellas se pueden destacar los conciertos gratuitos, los actos taurinos y la emotiva subida y bajada de la virgen, antes y después de la procesión, a la que asisten muchos beniseros. 
Otras fiestas destacables son las de Moros y cristianos, que se celebran en honor a san Pedro, el fin de semana más cercano al 29 de junio.
Además de estas dos fiestas, también se celebra en enero la Feria y Porrat en honor a San Antonio, la cual dura tres fines de semana, en el último de los cuales se celebra también una feria medieval.
Y por último, Benisa tiene muchas partidas rurales, y tanto ellas como algunos barrios del núcleo urbano tienen su pequeña fiesta vecinal, como las fiestas del barrio de San Antonio que son las de más tradición de la población, celebrándose todas ellas en verano.